# Le Fou du viaduc

Le Fou du viaduc est un téléfilm français de Guy Jorré, diffusé pour la première fois le 13 mai 1982 sur TF1.

## Fiche technique
- Réalisation : Guy Jorré
- Scénario : Philippe Faure
- Photographie : Jean Graglia

## Distribution
- Jacques Dufilho : Philibert
- Dorothée Jemma : Catherine
- Jacques Alric : Fradin
- Henri Poirier : le maire
- Hubert de Lapparent : le notaire
- Gérard Dournel : le gendarme
- Michel Ruhl : le promoteur
- Séverine Vibert : la libraire
- Joëlle Bruyas : la jeune femme
- Annick Allières : Mme Ruf
- Louis Lyonnet : le garagiste
- Yves Savel : le cafetier
- Nicole Chollet : Mme Copet
- Thibaut Liot : Philippe

## Tournage
L'ouvrage qui servit de cadre au téléfilm est le viaduc des Badioux à Laussonne en Haute-Loire, qui enjambe la rivière Laussonne.